# Onthophagus tabellicornis
Onthophagus tabellicornis là một loài bọ cánh cứng trong họ Bọ hung (Scarabaeidae).